# Rettegett Iván (film)
A Rettegett Iván (eredeti cím: Иван Грозный) Eisenstein kétrészes, de három részesre tervezett, tulajdonképpen befejezetlen filmje, ugyanis a második rész hivatalos, elmarasztaló elfogadása (betiltása) után infarktus kapott, amibe belehalt a tervezett harmadik rész leforgatása előtt. IV. (Rettegett) Iván megformálásában sokan Sztálint ismerték fel, feltehetően maga a szovjet diktátor is. Bár ez valószínűsíthető, a film ugyanakkor sokkal több ennél. Egyfelől ábrázolja az uralkodó tébolyba forduló rettegését, másfelől viszont a birodalom sikeres megteremtéséről is szól.
Eisenstein filmjét az operák dramaturgiáját követve komponálta meg. Mindenestül támaszkodott a műfaj hagyományos teatralitására és Prokofjev konzseniális filmzenéjére. A beállításokhoz rajzokat készített, melyek a díszleteket, a fényeket és árnyékokat is ábrázolják.
A második rész forgatása idején jelent meg a színes filmtechnika. A film utolsó negyede ezért már színes lehetett, de a rendező eleve nem színhű ábrázolásra törekedett, hanem a jelenetek hangulatát fokozó színeket (szűrőket) alkalmazott. Ezzel utat mutatott a – később szaknevet kapott – színdramatugiához is.

„Vannak filmek, amelyek határtalanul messze állnak a közvetlen megfigyelés elveitől. Eizenstein Rettegett Ivánja ilyen. Nem csupán hieroglifa már önmagában is, hanem egészében is hieroglifákból áll, nagyokból és kicsikből meg még kisebbekből. Mindazonáltal ennek a filmnek hihetetlenül erőteljes a zenei-ritmikus szerkezete. A jelenetrészek váltogatása, a plánváltások, a kép és a hang kombinációja - mindez olyan finoman van kidolgozva, olyan szigorúan, olyan törvényszerűen, ahogyan csak a zene építkezik.”

– Andrej Tarkovszkij